# Ukrán Kommunista Párt
Az Ukrán Kommunista Párt (ukránul: Комуністична партія України, magyar átírásban: Komunyiszticsna Partija Ukrajini) politikai párt Ukrajnában, amely a Szovjetunió Kommunista Pártjának egyik utódszervezete. 1993 nyarán hozták létre, jelenlegi elnöke Petro Szimonenko. A párt 2014 óta nem rendelkezik parlamenti képviselővel.
Jelenleg a párt Ukrajnában az SZKP hivatalos örökösének számít.

### Betiltásuk
2015. december 16-án a kijevi területi közigazgatási bíróság betiltotta a párt működését Ukrajnában. Az Igazságügyi Minisztérium indoklása szerint tevékenységük az ország alkotmányos rendjének erőszakkal történő megdöntésére, Ukrajna szuverenitásának és területi épségének megsértésére irányul. A párt ezen túlmenően háborús propagandát folytat, nemzetiségek közti ellenségeskedést szít, továbbá a tevékenysége emberi és szabadságjogokat sért.
2022. július 6-án az ukrajnai orosz inváziót követően a pártot ismét betiltották, egyúttal a lvivi Közigazgatási Fellebbviteli Bíróság a teljes vagyonától (így a pártépülettől és egyéb vagyontárgyaitól) megfosztotta a pártot, és azt az ukrán állam kezelésébe adta.
Az invázió során a hírek szerint az UKP oroszbarát álláspontot képviselt, a pártvezető Petro Szimonenko márciusban a kijevi offenzíva során Fehéroroszországba menekült.
2022 októberében Szimonenko részt vett a kommunista és munkáspártok nemzetközi találkozóján a kubai Havannában. A beszéd során az Egyesült Államokat és az Egyesült Királyságot hibáztatta a háborúért, és azt mondta, hogy „Ukrajnát Oroszország ellen, Tajvant pedig Kína ellen akarják felhasználni.” 
2023 augusztusában Ukrajna Biztonsági Szolgálata nyomozást indított Szimonenko lázadás és hazaárulás vádjával.

## Választási eredmények
| Választások | Szavazatok száma | Szavazatok aránya | Mandátumok száma | Mandátumok aránya | Parlamenti szerepe |
| ----------- | ---------------- | ----------------- | ---------------- | ----------------- | ------------------ |
| 1994-es     | 3 683 332        | 13,6%             | 86               | 18,92%            | kormánypárt        |
| 1998-as     | 6 550 353        | 25,4%             | 121              | 26,62%            | ellenzék           |
| 2002-es     | 5 178 074        | 20,8%             | 66               | 14,52%            | ellenzék           |
| 2006-os     | 929 591          | 3,7%              | 21               | 4,62%             | kormánypárt        |
| 2007-es     | 1 257 291        | 5,4%              | 27               | 5,94%             | ellenzék           |
| 2012-es     | 2 687 246        | 13,2%             | 32               | 7,04%             | ellenzék           |
| 2014-es     | 608 756          | 3,87%             | 0                | 0%                | nem jutott be      |
| 2019-es     | -                | -                 | 0                | 0%                | nem indult         |